# 연곡사
연곡사(鷰谷寺)는 전라남도 구례군 토지면 내동리에 위치한 사찰로 지리산 피아골 입구에 있다. 연곡사는 고려 전기까지 승려(스님)들이 선(禪)을 닦는 절로 이름이 높았는데, 이 때문인지 이곳에는 여러 승탑이 모셔져 있다. 동 승탑은 그 중 형태가 가장 아름답고 우아한 작품이다.
 연기조사가 544년(신라 진흥왕 5)에 창건하였다. 임진왜란 때 병화로 불탄 것을 중건하였으나 6·25전쟁 때 다시 불탔고, 그 후 다시 중건하였다.

## 역사
연곡사는 백제 성왕 22년(서기 544년) 인도의 고승인 연기조사가 창건한 사찰로 당시 큰 연못이 있어 물이 소용돌이치며 제비들이 노는 모습을 보고 이름을 지었다. 통일신라 말과 고려 초기 선종의 큰 사찰이었고, 도선국사, 현각선사 등 많은 고승들이 나왔다. 임진왜란으로 전소되었으나 소요태능 스님이 새로 지었다. 1907년 항일의병의 근거지라는 이유로 일본군에 의해 전소당하였고, 육이오 전쟁때 다시 전소되었다.

## 주요 문화재

### 구례 연곡사 동 승탑
구례 연곡사 동 승탑(求禮 鷰谷寺 東 僧塔)은 국보 제53호로 연곡사에 있는 승탑의 하나이며, 통일신라 때에  건립된 것으로 추측된다. 신라식으로 된 기단(基壇)·탑신(塔身)·옥개(屋蓋)의 세 부분으로 이루어졌으며, 네모진 장대석(長臺石)에 8각의 2층 기단을 두고 각 층에 운룡(雲龍) 사자와 그 밖의 동물 형상을 새겼다. 도선국사의 승탑이라고 전해지기는 하나 확실하지 않다.

### 구례 연곡사 북 승탑
구례 연곡사 북 승탑(求禮 鷰谷寺 北 僧塔)은 국보 제54호로 연곡사에 있는 승탑의 하나이며, 고려 전기에 건립된 것으로 추측된다. 전체가 화강석으로 되었으며, 그 구조와 형식은 연곡사 동 승탑와 같으며 8각 탑신의 네 면에 사천왕을 새겼다.

### 구례 연곡사 삼층석탑
연곡사의 법당 남쪽에 서 있는 석탑으로, 3단의 기단(基壇) 위로 3층의 탑신(塔身)을 올린 모습이다.

### 구례 연곡사 현각선사탑비
고려 전기의 승려 현각선사를 기리기 위해 세운 것이다. 임진왜란 당시 비몸돌이 없어져 현재는 받침돌과 머릿돌만 남아 있다.

### 구례 연곡사 동 승탑비
연곡사에는 승려의 사리를 모셔놓은 승탑이 3개 있는데, 이 비(碑)는 동승탑 앞쪽에 서 있는 비로, 비몸돌이 없어진 채 받침돌과 머릿돌만이 남아 있다. 

### 구례 연곡사 소요대사탑
이 탑은 연곡사 서쪽에 있으며, 소요대사의 사리를 모셔두고 있다. 승려의 사리를 두는 탑신(塔身)을 중심으로 그 아래에 기단(基壇)을 두고, 위로는 머리장식을 얹었으며, 각 부분이 8각으로 이루어져 있다.

## 같이 보기
- 의병장 고광순순절비 - 구례군 향토유적 제14호